# Giovanni Domenico Rognoni
Giovanni Domenico Rognoni Taeggio (* 2. Hälfte des 16. Jahrhunderts in Mailand (unsicher); † Oktober 1624 oder kurz danach in Mailand (unsicher)) war ein italienischer Organist, Komponist und Priester des frühen Barock.

## Leben und Wirken
Das Geburts- und Sterbejahr von Giovanni Domenico Rognoni Taeggio konnte von der musikhistorischen Forschung noch nicht ermittelt werden; auch über die frühe Zeit und die Ausbildung des Komponisten sind keine Informationen überliefert. Er war der Sohn von Riccardo Rognoni, der aus dem Val Taleggio stammt, und war der Bruder von Francesco Rognoni Taeggio. Wie letzterer fügte er seinem Familiennamen Rognoni den Zusatz Taeggio hinzu, vermutlich im Hinblick auf die örtliche Herkunft seines Vaters. Über das Leben von Giovanni Domenico sind nur wenige Einzelheiten bekannt geworden. Nach Angabe des Autors Filippo Piccinelli aus dem Jahr 1670 scheint er sein ganzes Leben als Priester in Mailand verbracht zu haben. Für das Jahr 1600 ist er in dieser Stadt als Organist dokumentiert. Aus dem Vorwort zu seinen Canzoni geht hervor, dass er im Jahr 1605 Organist an der Mailänder Kirche San Marco war; außerdem verkehrte er in der Accademia musicale von Prospero Lombardi. Später wirkte er als maestro di cappella an der Mailänder Kirche San Sepolchro und ab 1619 auch an der herzoglichen Kapelle seiner Stadt. Sein Nachfolger an San Sepolchro, Michel’Angelo Grancini, stellte seiner zweiten Sammlung von Konzerten (erschienen Mailand 1624) eine Widmung voran, in der davon berichtet wird, dass Giovanni Domenico Rognoni etwa im Oktober 1624 verstorben sei.

## Bedeutung
Giovanni Domenico verfasste sowohl instrumentale als auch geistliche und weltliche vokale Kompositionen. Er veröffentlichte vier eigene und zwei allgemeine Anthologien. Zwischen 1596 und 1626 wurden viele seiner geistlichen Werke in Mailänder Sammeldrucken veröffentlicht. Von seinen Instrumentalkompositionen wurden zwei im Jahr 1598 in eine Sammlung von Duetten von Giovanni Giacomo Gastoldi aufgenommen. Er hatte auch im Jahr 1600 zusammen mit Ruggier Trofeo ein Buch mit dreistimmigen Canzonette leggiadre veröffentlicht; ein zweites Buch dieser Art für drei und vier Stimmen wurde nach Aussage von Piccinelli 1615 in Mailand gedruckt. Im Jahr 1605 ist eines seiner Vokalwerke in einer Sammlung mit contrafacta von G. Cavalieri aufgenommen worden; ebenso erschien eine seiner fünfstimmigen Instrumental-Canzonen in der Sammlung von 1608 seines Bruders Francesco. Auch ist ein Requiem des Komponisten in der erwähnten Sammlung seines Nachfolgers Grancini enthalten. Ebenso ist eine Sammlung mit vierstimmigen Messen mit Noten in Vincentis Katalog von 1635 enthalten, auch in der Liste von Federico Franzini von 1676.
Die Canzoni von 1605 enthalten 17 vierstimmige Werke (davon eines von Gasparo Costa) und vier vokale und instrumentale achtstimmige Stücke für zwei Chöre über geistliche Texte. Diese Canzonen verdienen besondere Beachtung, weil sie, entsprechend dem damaligen Mailänder Stil, einen ersten Abschnitt enthalten, der vom imitativen Kontrapunkt bestimmt wird. Entsprechend der damaligen Praxis wird in den vierstimmigen Canzonen auf Motive zurückgegriffen, die schon in anderen Canzonen enthalten sind. Die Titel jeder Komposition beziehen sich auf die Mitglieder der Accademia von Prospero Lombardi (beispielsweise La Biuma, La Niguarda usw.).

## Werke
- Geistliche Vokalwerke
  - Psalm „Laetatus sum“ zu fünf Stimmen, in: Psalmodia vespertina, Mailand 1596
  - „A te Domine clamavi“ zu fünf Stimmen, in: Della nova metamorfosi de diversi autori, Mailand 1605
  - „Exurgat Deus“ zu zwei Stimmen, „Gaudent in caelis“ zu vier Stimmen, und „Anima cessa iam peccare“ zu vier Stimmen, in: Concerti de diversi eccellenti autori, Mailand 1608
  - „Domine in tua misericordia“ zu zwei Stimmen, „Deus misereatur nostri“ zu zwei Stimmen und „O quam speciosa“ zu drei Stimmen, in: Concerti de diversi eccellenti autori, Mailand 1612
  - „Una es o Maria“ und „Dilectus meus“, in: Parnassus musicus Ferdinandeus, Venedig 1615
  - Pater noster zu fünf Stimmen, in: […] Pontificalia Ambrosianae ecclesiae, Mailand 1619
  - 15 Motetten und das Requiem Messa di morti ambrosiana e romana con la gionta per servirsenealla romana del Grancini, in: M. Grancini, Il secondo libro de concerti, Mailand 1623
  - 1 Litanei, in: Iulii Cesaris Gabutii et Vincentii Pellegrini […] litaniae Ambrosianae, Mailand 1623
  - „Tu gloria Hierusalem“ und „Confitebor tibi“, in: Flores praestantissimorum virorum, Mailand 1626
  - „Missa a quattro vocum con partitura“, verschollen (erwähnt im Katalog von Vincenti 1635 und im Verzeichnis von Franzini 1676)
- Weltliche Vokalwerke
  - 13 Canzonetten zu je drei Stimmen, in: Canzonette leggiadre, Mailand 1600
  - Il primo libro de madrigali zu fünf Stimmen, Venedig 1605
  - Canzonetten zu drei bis vier Stimmen, zusammen mit Ruggier Trofeo, Mailand 1615, verschollen (erwähnt bei F. Piccinelli 1670)
  - Madrigali […] con la partitura zu acht Stimmen, Mailand 1619
- Instrumentalwerke
  - 2 Kompositionen zu je zwei Stimmen, in: Di Giovanni Giacomo Gastoldi […] il primo libro della musica, Mailand 1598
  - Canzoni libro primo zu vier bis acht Stimmen, Mailand 1605 (Canzoni a quattro e a otto voci. Libro primo)

- - 1 Komposition, in: Francesco Rognoni Taeggio, Canzon francese per sonar, Mailand 1608